# Синява (Житомирський район)
Си́нява (колишня назва Синявка) — село в Україні, у Житомирському районі Житомирської області. Входить до складу Романівської селищної громади. Населення становить 24 особи.

## Географія
Селом протікає річка Синява, ліва притока Лісової.